# Azpeytia flavoscutellata
Azpeytia flavoscutellata är en tvåvingeart som beskrevs av Kertesz 1913. Azpeytia flavoscutellata ingår i släktet Azpeytia och familjen blomflugor.
Artens utbredningsområde är Taiwan. Inga underarter finns listade i Catalogue of Life.